# Jean Corbisier
Jean Corbisier, un professeur belge, est un des fondateurs du scoutisme catholique,.

## Historique
Lors du 1er Jamboree scout mondial de 1920 à Londres, le père Jacques Sevin SJ de France, le professeur Corbisier et le comte Mario di Carpegna d'Italie ont décidé de créer une faîtière internationale pour les scouts catholiques, le Bureau international du scoutisme catholique. Benoît XV a soutenu cette idée et en 1922, lors de la 2e Conférence internationale du scoutisme à Paris, des scouts catholiques d'Argentine, d'Autriche, de Belgique, du Chili, d'Équateur, de France, d'Italie, du Luxembourg, de Pologne, d'Espagne et de Hongrie ont créé l'Organisation internationale du scoutisme catholique (OISC). La Seconde Guerre mondiale a mis fin à l'OISC.

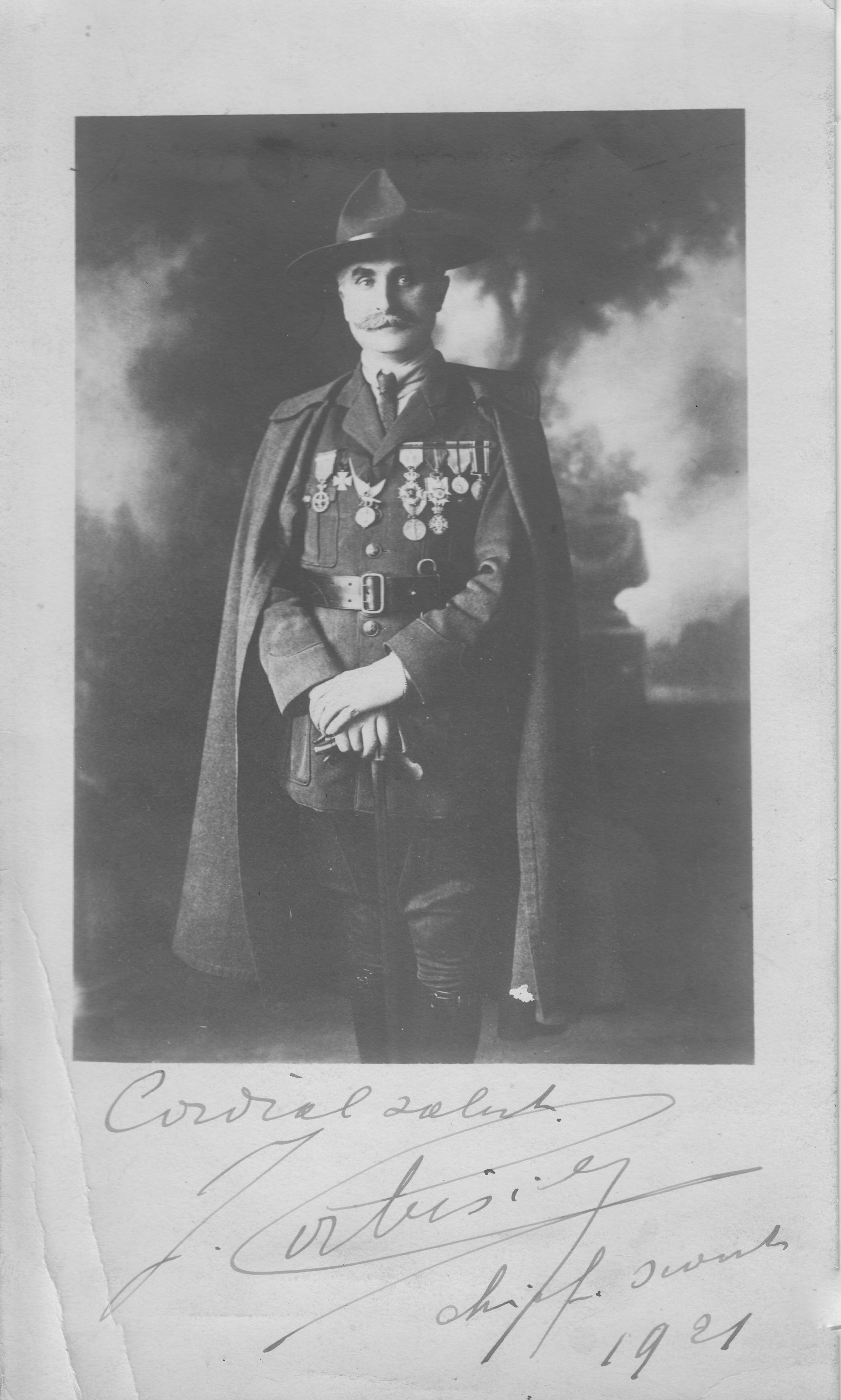
Portrait de Jean Corbisier en 1921